# Södersund, Korpo
Södersund är ett sund i Finland. Det ligger i Korpo i landskapet Egentliga Finland, i den sydvästra delen av landet, 180 km väster om huvudstaden Helsingfors.
Södersund löper mellan Granö och Alnäs i söder och den långsmala ön Kait i norr. Det löper parallellt med Norrsund på andra sidan Kait och ansluter även det till Hässlö fjärden i väster. I öster smalnar Södersund av till det trånga Flågnäthålet.